# Кирьянов, Николай Иванович
Николай Иванович Кирьянов (1921—1943) — сержант Рабоче-крестьянской Красной Армии, участник Великой Отечественной войны, Герой Советского Союза (1943).

## Биография
Родился 17 февраля 1921 года в Твери. Окончил шесть классов железнодорожной школы и курсы сантехников, после чего работал сантехником в Калининском облсантехстрое, затем слесарем экспериментального цеха вагоностроительного завода. В 1940 году был призван на службу в Рабоче-крестьянскую Красную Армию. С июня 1941 года — на фронтах Великой Отечественной войны. Во время боёв под Минском получил ранение, вторично был ранен в боях на Дону. К марту 1943 года гвардии сержант Николай Кирьянов командовал отделением 78-го гвардейского стрелкового полка 25-й гвардейской стрелковой дивизии 6-й армии Юго-Западного фронта.
2 марта 1943 года в составе своего взвода, которым командовал лейтенант Широнин, участвовал в отражении контратак немецких танковых и пехотных частей у железнодорожного переезда на южной окраине села Тарановка Змиёвского района Харьковской области Украинской ССР. Во время отражения очередной немецкой контратаки Кирьянов погиб. Похоронен в братской могиле на месте боя.
Указом Президиума Верховного Совета СССР «О присвоении звания Героя Советского Союза начальствующему и рядовому составу Красной Армии» от 18 мая 1943 года за «образцовое выполнение боевых заданий командования на фронте борьбы с немецкими захватчиками и проявленные при этом отвагу и геройство» был удостоен посмертно высокого звания Героя Советского Союза. Также посмертно был награждён орденом Ленина.
Память
В его честь названа улица в Твери.